# James Cabot
James Elliot Cabot (Boston, 18 de junio de 1821-Brookline, 16 de enero de 1903) fue un filósofo y autor estadounidense.

## Educación y carrera
Nacido en Boston en 1821, fue hijo de Samuel Cabot Jr. y Eliza Cabot. Habiendo recibido su licenciatura en la Escuela de Derecho Harvard en 1845, fundó un bufete de abogados.
Enseñó filosofía en Harvard y fue un trascendentalista y editó el Massachusetts Quarterly Review, a partir de 1848. Cabot era corresponsal de Henry David Thoreau.

## Puntos de vista y publicaciones
Cabot argumentó que no experimentamos el espacio directamente, que el espacio es "un sistema de relaciones, no puede darse en una sola sensación. [...] El espacio es un símbolo de la relación general de los objetos construidos por el pensamiento a partir de datos que se encuentran debajo de la conciencia." Cabot opinaba que la posición de algo en el espacio no se sentía en absoluto, sino que se deducía de las relaciones percibidas.
Su biografía en dos volúmenes realizada por Ralph Waldo Emerson fue criticada por su falta de color. Según la reseña de The Saturday Review of Politics, Literature, Science, and Art, Cabot "ofrece abundantes materiales para formarse, corregir o completar una idea del carácter de Emerson, pero comparativamente poca información sobre los acontecimientos de una vida que aparece, de hecho, haber transcurrido sin incidentes".

## Vida personal
Cabot y su esposa Elizabeth tuvieron cinco hijos, el más notable de ellos fue Richard Clarke Cabot (1868-1939), un médico que avanzó en la hematología clínica, fue un innovador en métodos de enseñanza y un pionero en trabajo social.